# Herringe
Herringe är en tätort i Fåborg-Midtfyns kommun i Region Syddanmark i Danmark. Tätorten har 205 invånare (2024). Den ligger på Fyn, cirka 4 kilometer sydväst om Ringe.